# Karl Ernst Claus
Karl Ernst Claus (noto anche come Karl Klaus, Carl Claus o in russo Карл Ка́рлович Кла́ус?; Tartu, 23 gennaio 1796 – Tartu, 25 marzo 1864) è stato un chimico tedesco, noto principalmente come scopritore del rutenio nel 1840, ma anche come uno dei primi scienziati ad applicare i metodi quantitativi alla botanica. Nel 1846 l'Accademia russa delle scienze gli assegnò il Premio Demidoff.

## Biografia

### Infanzia e istruzione
Karl Ernst Claus, un tedesco del Baltico, nacque nel 1796 a Dorpat (ora Tartu), in Estonia allora parte dell'Impero russo, figlio di un pittore. All'età di quattro anni perse il padre e due anni dopo restò orfano anche della madre. Nel 1810 si trasferì a San Pietroburgo e iniziò a lavorare come assistente in una farmacia. Pur non avendo compiuto studi regolari, all'età di 21 anni Claus superò l'esame di stato di farmacia all'Accademia Medica Militare di San Pietroburgo, diventando in quel momento il più giovane farmacista della Russia. Nel 1826 aprì una sua farmacia a Kazan'.
Nel 1821 Claus sposò Ernestine Bate, che conosceva sin dalla giovinezza. Ebbero tre figlie nate a Kazan'; un figlio nacque più tardi, quando tornò a stabilirsi a Tartu.

### Botanica
Nel 1827 Claus fu coinvolto come assistente di Eduard Friedrich Eversmann in ricerche botaniche nelle steppe dei fiumi Ural e Volga. In seguito utilizzò i dati raccolti nel suo lavoro Flora der Wolgagegenden (Flora della Regione del Volga).
Nel 1834, mentre stava studiando all'Università di Tartu, Claus intraprese un altro viaggio botanico nelle steppe oltre il Volga, in compagnia con il chimico professor Goebel. I risultati di questa spedizione furono pubblicati negli anni 1837–1838.

### Chimica
Nel 1828, a 32 anni, Claus decise di continuare i suoi studi all'Università di Tartu. Nel 1831 iniziò a lavorare come assistente nel laboratorio chimico dell'università. Prese il diploma nel 1835 e nel 1837 difese la tesi di dottorato sulla fitochimica analitica (Elementi di fitochimica analitica) all'Università di Tartu. Nello stesso anno fece domanda per una posizione accademica all'Accademia Medico-Chirurgica di San Pietroburgo e ottenne un posto di capo del laboratorio chimico all'Università di Kazan'. Nel 1939 ottenne l'abilitazione con una tesi sulla separazione di minerali e divenne professore assistente. Nel 1844 diventò professore ordinario.

### Rutenio
Nel 1840 Claus ricevette per i suoi studi una quantità notevole di campioni di minerali di platino dalla zecca di San Pietroburgo. Iniziò a lavorare su chimica e separazione dei metalli nobili, in particolare su rodio, iridio, osmio, e secondariamente anche su palladio e platino. Nel 1844 scoprì un nuovo elemento chimico, che chiamò rutenio da Ruthenia, nome latino di Rus', regione dell'Europa Orientale abitata da Slavi orientali. Quest'area comprende l'Ucraina (escludendo la Crimea), la Bielorussia, e parti di Russia, Polonia e Slovacchia.
Claus non solo isolò il rutenio, ma ne determinò anche il peso atomico e proprietà chimiche. Notò come le proprietà di rutenio, rodio, palladio e platino fossero simili, e documentò accuratamente i suoi risultati. In seguito alla sua scoperta ricevette il premio Demidov di 5000 rubli, che furono di grande aiuto per la sua famiglia numerosa. Claus mandò campioni del nuovo elemento a Jöns Jakob Berzelius perché lo analizzasse. Berzelius era uno degli scienziati più famosi nel campo dei nuovi elementi, e così Claus divenne noto agli scienziati europei.

### Salute e ultimi anni
Claus era noto per l'atteggiamento incurante verso la propria salute. In particolare assaggiava spesso i prodotti chimici e i nuovi composti e provava la forza degli acidi intingendovi un dito e toccandosi poi la lingua. Una volta si bruciò gravemente la bocca nell'assaggiare un nuovo composto di rutenio che aveva preparato. Dopo aver isolato il tetrossido di osmio, un composto piuttosto tossico, descrisse il suo sapore come astringente e pepato. Nell'aprile 1845 rimase avvelenato da vapori di tetrossido di osmio e dovette interrompere i suoi studi per due settimane.
Nel 1852 Claus lasciò Kazan' per tornare all'Università di Tartu come professore di farmacia. Morì a Tartu nel 1864.